# Eublemma sydolia
Eublemma sydolia är en fjärilsart som beskrevs av William Schaus 1940. Eublemma sydolia ingår i släktet Eublemma och familjen nattflyn. Inga underarter finns listade i Catalogue of Life.